# Empire Awards 2017

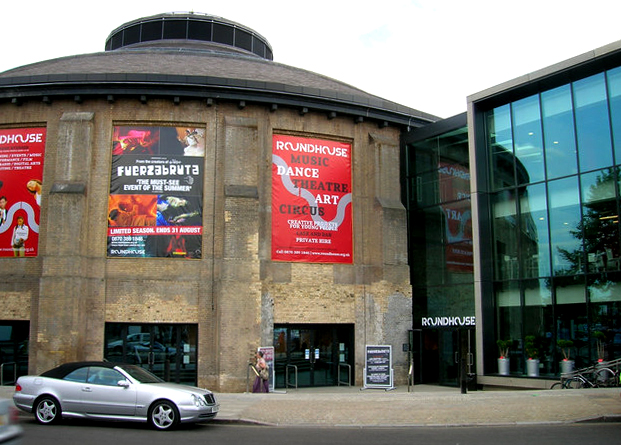
L'ingresso principale della Roundhouse

La 22ª edizione degli Empire Awards o 22ª edizione degli Jameson Empire Awards, organizzata dalla rivista cinematografica inglese Empire, si è svolta il 19 marzo 2017 a Londra, presso la Roundhouse, e ha premiato i film che sono usciti nel 2016.

## Vincitori e candidati
I vincitori sono indicati in grassetto, a seguire gli altri candidati.
 Miglior film 
- Rogue One: A Star Wars Story, regia di Gareth Edwards
- Arrival, regia di Denis Villeneuve
- Deadpool, regia di Tim Miller
- La La Land, regia di Damien Chazelle
- Selvaggi in fuga (Hunt for the Wilderpeople), regia di Taika Waititi

 Miglior film britannico 
- Io, Daniel Blake (I, Daniel Blake), regia di Ken Loach
- Animali fantastici e dove trovarli (Fantastic Beasts and Where to Find Them), regia di David Yates.
- Eddie the Eagle - Il coraggio della follia (Eddie the Eagle), regia di Dexter Fletcher
- High-Rise - La rivolta, regia di Ben Wheatley
- La ragazza che sapeva troppo (The Girl with All the Gifts), regia di Colm McCarthy

 Miglior attore 
- Eddie Redmayne - Animali fantastici e dove trovarli (Fantastic Beasts and Where to Find Them)
- Casey Affleck - Manchester by the Sea
- Benedict Cumberbatch - Doctor Strange
- Ryan Gosling - La La Land
- Ryan Reynolds - Deadpool

 Miglior attrice 
- Felicity Jones - Rogue One: A Star Wars Story
- Amy Adams - Arrival
- Ruth Negga - Loving
- Natalie Portman - Jackie
- Emma Stone - La La Land

 Miglior regista 
- Gareth Edwards - Rogue One: A Star Wars Story
- Andrea Arnold - American Honey
- Ken Loach - Io, Daniel Blake (I, Daniel Blake)
- Denis Villeneuve - Arrival
- Taika Waititi - Selvaggi in fuga (Hunt for the Wilderpeople)

 Miglior debutto maschile 
- Dave Johns - Io, Daniel Blake (I, Daniel Blake)
- Riz Ahmed - Rogue One: A Star Wars Story
- Lewis MacDougall - Sette minuti dopo la mezzanotte (A Monster Calls)
- Tom Holland - Captain America: Civil War
- Julian Dennison - Selvaggi in fuga (Hunt for the Wilderpeople)

 Miglior debutto femminile 
- Anya Taylor-Joy - The Witch
- Sasha Lane - American Honey
- Sennia Nenua - La ragazza che sapeva troppo (The Girl with All the Gifts)
- Angourie Rice - The Nice Guys
- Hayley Squires - Io, Daniel Blake (I, Daniel Blake)

 Miglior thriller 
- Jason Bourne, regia di Paul Greengrass
- Animali notturni (Nocturnal Animals), regia di Tom Ford
- Captain America: Civil War, regia di Anthony e Joe Russo
- Hell or High Water, regia di David Mackenzie
- Victoria, regia di Sebastian Schipper

 Miglior horror 
- The Witch, regia di Robert Eggers
- The Conjuring - Il caso Enfield (The Conjuring 2), regia di James Wan
- Green Room, regia di Jeremy Saulnier
- Man in the Dark (Don't Breathe), regia di Fede Álvarez
- L'ombra della paura (Under the Shadow), regia di Babak Anvari

 Miglior sci-fi/fantasy 
- Sette minuti dopo la mezzanotte (A Monster Calls), regia di Juan Antonio Bayona
- 10 Cloverfield Lane, regia di Dan Trachtenberg
- Arrival, regia di Denis Villeneuve
- Doctor Strange, regia di Scott Derrickson
- Rogue One: A Star Wars Story, regia di Gareth Edwards

 Miglior commedia 
- The Greasy Strangler, regia di Jim Hosking
- Deadpool, regia di Tim Miller
- Ghostbusters, regia di Paul Feig
- The Nice Guys, regia di Shane Black
- Selvaggi in fuga (Hunt for the Wilderpeople), regia di Taika Waititi

 Miglior film d'animazione 
- Alla ricerca di Dory (Finding Dory), regia di Andrew Stanton
- Anomalisa, regia di Charlie Kaufman e Duke Johnson.
- Oceania (Moana), regia di Ron Clements e John Musker.
- Kubo e la spada magica (Kubo and the Two Strings), regia di Travis Knight
- Your Name (君の名は。 Kimi no na wa), regia di Makoto Shinkai

 Miglior documentario 
- Oasis: Supersonic, regia di Mat Whitecross
- 13th, regia di Ava DuVernay
- The Beatles: Eight Days a Week - The Touring Years (The Beatles: Eight Days a Week), regia di Ron Howard
- My Scientology Movie, regia di John Dower
- Weiner, regia di Josh Kriegman e Elyse Steinberg

 Miglior sceneggiatura 
- Deadpool
- Arrival
- Hell or High Water
- The Nice Guys
- Selvaggi in fuga (Hunt for the Wilderpeople)

 Miglior colonna sonora 
- La La Land
- Arrival
- The Greasy Strangler
- Oceania (Moana)
- Sing Street

 Migliori costumi 
- Animali fantastici e dove trovarli (Fantastic Beasts and Where to Find Them)
- Captain America: Civil War
- Deadpool
- Doctor Strange
- Rogue One: A Star Wars Story

 Miglior trucco e acconciatura 
- Animali fantastici e dove trovarli (Fantastic Beasts and Where to Find Them)
- The Neon Demon
- Rogue One: A Star Wars Story
- Star Trek Beyond
- Suicide Squad

 Migliori effetti visivi 
- Doctor Strange
- Animali fantastici e dove trovarli (Fantastic Beasts and Where to Find Them)
- Captain America: Civil War
- Il libro della giungla (The Jungle Book)
- Rogue One: A Star Wars Story

 Miglior scenografia 
- Animali fantastici e dove trovarli (Fantastic Beasts and Where to Find Them)
- Arrival
- Doctor Strange
- La La Land
- Rogue One: A Star Wars Story

 Miglior cortometraggio 
- Testa o cuore (Inner Workings), regia di Alan Barillaro
- Borrowed Time, regia di Andrew Coats e Lou Hamou-Lhadj
- Piper, regia di Alan Barillaro
- Thunder Road, regia di Jim Cummings
- Town vs Gown, regia di Mark Hampton

 Miglior serie televisiva 
- The Night Manager
- Sherlock
- Stranger Things
- Il Trono di Spade (Game of Thrones)
- Westworld - Dove tutto è concesso (Westworld)

 Miglior videogioco 
- Uncharted 4: Fine di un ladro
- Battlefield 1
- FIFA 17
- The Last Guardian
- Overwatch

## Premi onorari
- Empire Hero Award: Tom Hiddleston [2][3]
- Empire Inspiration Award: Luc Besson
- Empire Legend Award: Patrick Stewart [3]